# Mitteleschenbach
Mitteleschenbach település Németországban, azon belül Bajorországban. Lakosainak száma 1677 fő (2023. december 31.). Mitteleschenbach Windsbach és Muhr am See községekkel határos.

## Népesség
A település népessége az elmúlt években az alábbi módon változott:
| Lakosok száma | 808  | 1070 | 1289 | 1356 | 1592 | 1584 | 1606 | 1625 | 1695 | 1677 |
|               | 1875 | 1950 | 1975 | 1987 | 2012 | 2014 | 2016 | 2017 | 2021 | 2023 |